# Melitaea nigropunctata
Melitaea nigropunctata är en fjärilsart som beskrevs av Marcel Caruel 1944. Melitaea nigropunctata ingår i släktet Melitaea och familjen praktfjärilar. Inga underarter finns listade i Catalogue of Life.